# Eurepa quabara
Eurepa quabara är en insektsart som beskrevs av Otte, D. och R.D. Alexander 1983. Eurepa quabara ingår i släktet Eurepa och familjen syrsor. Inga underarter finns listade i Catalogue of Life.